# Вольфганг Ліпперт
Вольфґанґ Ліпперт (нім. Wolfgang Lippert; 14 вересня 1911, Фрауройт, Німецька імперія — 3 грудня 1941, Єгипет) — німецький пілот-ас, гауптман люфтваффе. Кавалер Лицарського хреста Залізного хреста.

## Біографія
Учасник громадянської війни в Іспанії і Другої світової війни: Французької кампанії, битви за Британію, Східної та Африканської кампаній.
23 листопада 1941 року його Messerschmitt Bf 109 (бортовий номер 8 469) був збитий австралійським пілотом Клайвом Колдуелом з 250-ї ескадрильї Королівських ВПС. Ліпперт невдало вистрибнув з літака і зазнав важких поранень при падінні. Помер від гангрени в британському госпіталі.
Всього за свою кар'єру Ліпперт здобув 30 перемог (з них 5 — в Іспанії і 4 — на Східному фронті).

## Нагороди
- Нагрудний знак пілота
- Медаль «За вислугу років у Вермахті» 4-го класу (4 роки)
- Медаль «За Іспанську кампанію» (Іспанія)
- Іспанський хрест в золоті з мечами (1939)
- Залізний хрест 2-го і 1-го класу
- Лицарський хрест Залізного хреста (24 вересня 1940) — як гауптман і командир 2-ї групи 27-ї винищувальної ескадри.
- Авіаційна планка винищувача в золоті